# Anna Hazare
Kisan Baburao (Marathi: किसन बाबुराव हजारे) (Bhingar, 15 de junio de 1937), conocido popularmente como Anna Hazare (Marathi: अण्णा हजारे), es un activista social, reconocido por su contribución al desarrollo de Ralegan Siddhi, un pueblo de Parner Taluka, en el Distrito de Ahmadnagar, en Maharashtra. 
Su intención siempre ha sido contribuir a crear un entorno modélico, fundamentado en la paz y el respeto. 
Desde 2011 mantiene un pulso con el Gobierno indio por la moralización de la vida pública. El 5 de abril, en tanto que pacifista gandhiano, comenzó una huelga de hambre. Hazare pretendía que fuera aprobada una rigurosa ley contra la corrupción y que fuera creado el puesto de Defensor del Pueblo. La iniciativa de Hazare generó una ola de simpatía en todo el país que terminó suponiendo el fin de su ayuno el 9 de abril y la creación de una comisión paritaria (Gobierno-sociedad civil) orientada a trabajar en la concreción de ambas propuestas. Cuatro meses después, Hazare volvió a ponerse en huelga de hambre al considerar que los proyectos de ley en los que estaba trabajando el Gobierno eran un "chiste cruel". El 15 de agosto de 2011 fue detenido y posteriormente liberado, gracias a las protestas que su arresto provocó en todo el país.
Tras permanecer por su cuenta en la cárcel tres días más, salió con autorización para otra huelga de hambre de quince días la cual culminó el 26 de agosto triunfando con la puesta en el congreso de su proyecto de ley anticorrupción.
Como consecuencia de su trayectoria fue galardonado, en 1992, con el Padma Bhushan, uno de los premios civiles más importantes concedido por el gobierno de la India. Según el Daily News and Analysis, Hazare es una de las cincuenta personas más influyentes en 2011.